# Новый порядок (фильм)
Но́вый поря́док (исп. Nuevo orden) — франко-мексиканский антиутопический триллер режиссёра Мишеля Франко, вышедший на экраны в 2020 году. Фильм рассказывает о супружеской паре из высшего класса Мехико, на чью свадьбу вторгаются бунтовщики во время общенационального восстания обездоленных мексиканцев, после чего в стране устанавливается военная диктатура. Мировая премьера фильма состоялась на Венецианском кинофестивале 10 сентября 2020 года, где он был удостоен Премии Большого жюри.

## Сюжет
Разрыв между социальными классами в Мексике становится всё более заметным. Великосветская свадьба прерывается группой вооружённых и жестоких бунтовщиков, которые являются частью ещё более крупного восстания обездоленных и берут участников праздника в заложники.
Вооружённые силы Мексики используют беспорядки, чтобы установить в стране военную диктатуру. Солдаты под руководством офицеров начинают похищать богатых мексиканцев с целью выкупа, пытают их, насилуют и убивают после получения выкупа.

## В ролях
- Найан Гонсалес Норвинд[исп.] — Марианна
- Диего Бонета — Даниэль
- Дарио Язбек Берналь[исп.] — Алан
- Моника дель Кармен[исп.] — Марта
- Фернандо Куаутль — Кристиан
- Патрисия Берналь[англ.] — Пилар
- Лиза Оуэн — Ребека
- Густаво Санчес Парра[англ.] — генерал
- Элихио Мелендес — Роландо

## Критика
До выхода в мексиканские кинотеатры фильма трейлер был встречен общественностью и блогосферой преимущественно негативно. Мексиканская аудитория в социальных сетях обвиняла фильм в классовой ненависти, расизме и упрекала за болезненно стереотипное изображение высших и низших классов Мексики.
Антон Долин, сравнив «Новый порядок» с «Джокером» Тодда Филлипса и отметив влияние эстетики Луиса Бунюэля, заявил, что «этот страстный, яростный, злой, эффектный и бескомпромиссный фильм» фактически «сделал» Венецианский кинофестиваль: «Снайперски точно поймав цайтгайст, режиссер изменяет своему стилю: отказывается от привычных ему камерных суховатых драм в пользу масштабного социального полотна, эдакой „Герники“ XXI века».
Михаил Трофименков не соглашается со сравнением Франко с Бунюэлем. По его мнению, фильм страдает от излишнего схематизма и декоративности, лишь имитируя политическое кино 1970-х годов без его искренности и ангажированности: «Франко держит в уме классику политического кино, но смотрит на классовую борьбу глазами гостя на буржуазной вечеринке — как и его привилегированные фестивальные зрители».

## Награды и номинации
- 2020 — Премия Большого жюри и приз Leoncino d'Oro Agiscuola на Венецианском кинофестивале.
- 2020 — приз Impact Award Стокгольмского кинофестиваля.
- 2020 — участие в конкурсной программе Чикагского кинофестиваля и кинофестиваля в Сан-Себастьяне.
- 2021 — приз за лучшую работу художника-постановщика (Клаудио Рамирес Кастелли) на Гаванском кинофестивале.
- 2021 — участие в конкурсной программе Брюссельского и Фрибурского кинофестивалей.
- 2021 — премия «Ариэль» за лучшие спецэффекты, а также 9 номинаций: лучший актёр (Фернандо Куаутль), лучшая актриса (Моника дель Кармен), лучший актёр второго плана (Элихио Мелендес), лучшая работа художника-постановщика (Клаудио Рамирес Кастелли), лучший монтаж (Мишель Франко, Оскар Фигероа), лучшие визуальные эффекты, лучший грим (Адам Соллер), лучшие костюмы (Габриэла Фернандес), лучший звук.